# Robert Arnold
Robert Arnold, né le 12 novembre 1988, à Lancaster, en Californie, est un joueur américain de basket-ball. Il évolue au poste d'ailier.

## Palmarès
- Champion de Finlande 2015
- Coupe d'Autriche 2011, 2012
- Supercoupe d'Autriche 2011
- MVP du championnat de Finlande 2015